# Madona con abrigo de piel
Madona con abrigo de piel (turco: Kürk Mantolu Madonna) es una novela de Sabahattin Ali editada en 1943 por Remzi Kitabevi. Se publicó por primera vez en 48 entregas en el periódico Hakikat bajo el título Büyük Hikâye (Gran historia) entre el 18 de diciembre de 1940 y el 8 de febrero de 1941.
Sabahattin Ali escribió la novela en una tienda de campaña en Büyükdere, donde hizo su servicio militar por segunda vez. Intentó hacer una entrega diaria al periódico, habiéndose caído de un caballo y roto la muñeca derecha, durante los días en que estaba escribiendo la novela, metió el brazo en agua calentada en una lata y siguió escribiendo.
Sabahattin Ali fue asesinado en 1948 cuando intentaba pasar la frontera a Bulgaria. Sus obras fueron prohibidas y pudieron ser publicadas recién veinte años después por la editorial Bilgi.
Después de que el libro se hiciera muy popular en Turquía, fue adaptado al teatro y al cine.

## Trama
El narrador anónimo desprecia al principio a su experimentado colega de trabajo, Raif Efendi, que es traductor y cumple concienzudamente sus deberes. Su estoica indiferencia provoca rabietas y acoso por parte de sus superiores. Efendi soporta todos los abusos en silencio, casi como si mereciera las humillaciones. El narrador aprende luego a admirar su colega en su estoica aceptación de las humillaciones en el trabajo y en el hogar. Raif Efendi es un personaje introvertido, melancólico, tranquilo, que no ha sabido adaptarse al mundo exterior. Se ha rendido a muchas cosas a lo largo de su vida, e incluso cuando es agraviado, no ofrece resistencia. Se casó con una mujer a la que no amaba, tuvo hijos y tiene una familia que lo trata con un desprecio condescendiente.
Cuando Efendi cae gravemente enfermo, el narrador le lleva a casa sus pertenencias de la oficina. Entre ellas se encuentra un cuaderno escolar que Efendi quiere quemar. El narrador consigue evitarlo y se le permite llevarse los apuntes con él por una noche, que es la última de Raif Efendi.
"A la mirada exterior, que el lector experimenta desde la perspectiva del colega más joven, le sigue la mirada interior, en la que uno participa directamente de la vida emocional de Efendi a través de monólogos. Página a página la figura gana en complejidad. Al mismo tiempo, surge un arco de suspenso porque, al igual que el colega de oficina más joven, uno sospecha que el motivo del quebrantamiento de Efendi está en el pasado."
Siguen ahora las anotaciones del cuaderno, como si la vida del moribundo volviera a pasar por su mente. Con fecha del 20 de junio de 1933, Efendi recuerda al amor de su vida en el Berlín a principios de los años veinte. Berlín se ve sacudida por la hiperinflación después de la Primera Guerra Mundial. Efendi analiza los eventos retrospectivamente y se juzga a sí mismo severamente, elaborando un psicograma sin adornos. Es la imagen de un joven típico del cambio de siglo,  [...] una criatura casi sin voluntad, patológicamente tímida, que no permite ningún contacto cercano con su entorno y permanece en una especie de abstinencia de vida. Desde niño, la lectura había sido el único medio que Efendi tenía para mitigar su soledad. Sin embargo no encontraba en el mundo real a aquellos personajes con los que se identificaba en los libros.

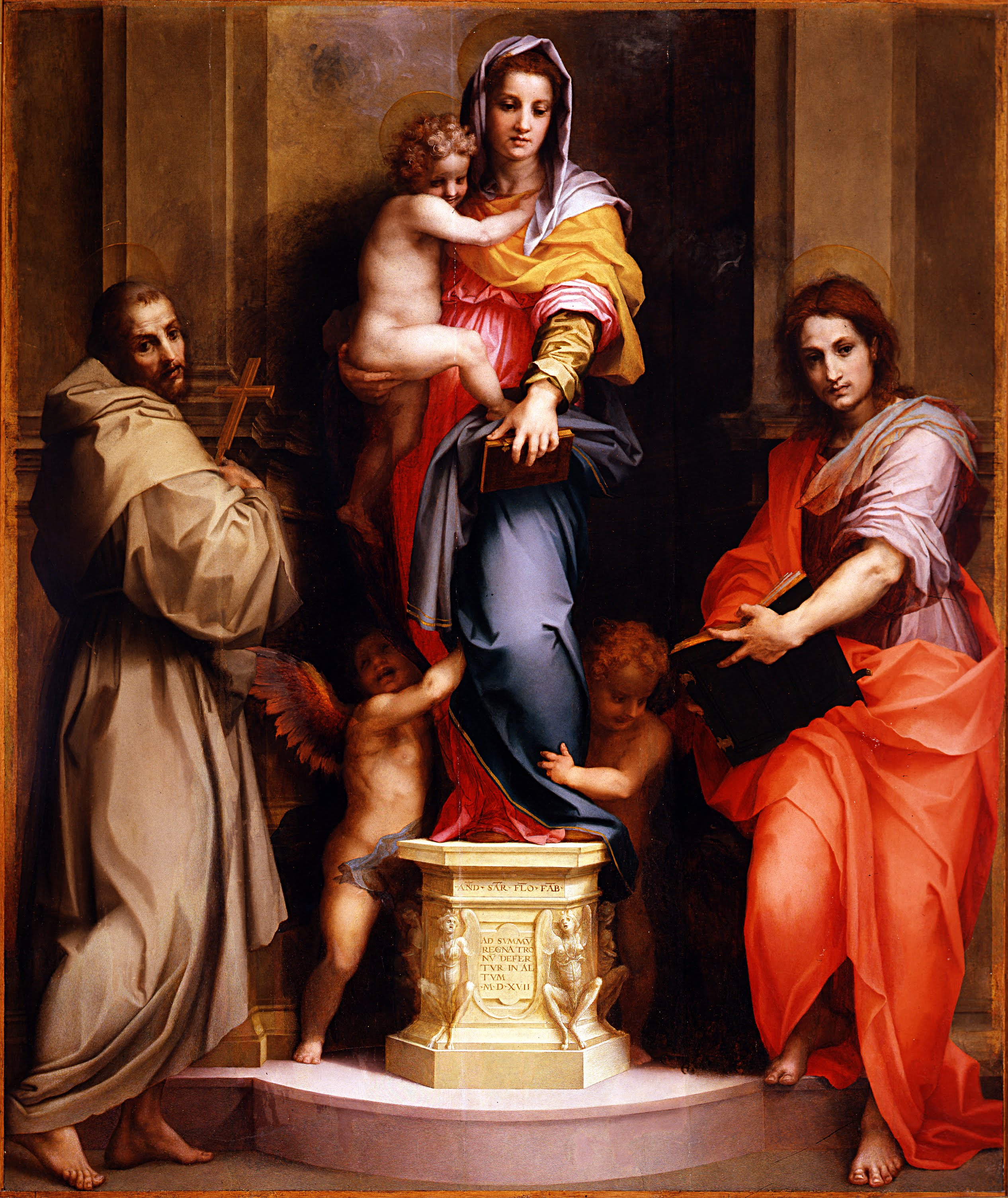
Virgen de las Arpías, Galería Uffizi, Florencia.

Efendi aprende alemán y, siguiendo las instrucciones de su padre, hace un aprendizaje en una fábrica de jabón. Pasea sin rumbo por la ciudad, ve soldados desmovilizados, ciudadanos empobrecidos y bohemios desesperadamente amantes de la diversión, hasta que se encuentra en una galería con un autorretrato de una hermosa joven con un abrigo de piel. Ella es la mujer de los libros, la que había buscado durante toda su vida. Del cuadro le atrae “la expresión curiosa de la cara, un tanto salvaje, un tanto orgullosa y muy enérgica, como nunca le había visto antes a una mujer”. En la reseña de un periódico llaman al cuadro “Madona con abrigo de piel”, por su parecido con la Madona de las arpías de Andrea del Sarto. Le fascina tanto que no reconoce a la pintora cuando está parada frente a él. María es una representante del tipo de mujer independiente de esa época, que antepone su libertad al rol que pretende atribuirle la sociedad. Sin ilusiones, incluso con una cierta rudeza, ofrece su amistad al tímido joven turco, ya que desconfía tanto como él de sus sentimientos más fuertes. Su encuentro, es el encuentro de dos soledades: "Pero no únicamente en Berlín. Estoy solo en el mundo entero. Desde que era niño." (Ralf)  y "Yo también estoy sola […] Estoy tan sola que podría asfixiarme. Tan sola como un perro enfermo" (María). Cuando ambos finalmente se confiesan su amor, la muerte del padre obliga al joven a regresar a Turquía. La enferma María deberá seguirlo después de su recuperación, pero todo tipo de problemas y la pasividad de Efendi lo impiden, y después de un año las cartas semanales de la amada cesan repentinamente. Efendi, desesperado, no conoce la causa de su silencio y se resigna a una vida intrascendente sin ella. La última oración en el diario de Efendi dice: "Todo, realmente todo, especialmente mi ser más íntimo, debe estar tan bien escondido, que nadie pueda encontrarlo."

## Recepción
La crítica de la radio alemana Deutschlandfunk resumió la atmósfera de la obra: "Sabahattin Ali ha escrito una novela sobre personas que han perdido la fe en sí mismas y en los demás. María y Efendi están desilusionados y asustados, no creen en su amor y por eso lo pierden."
De forma semejante resume la crítica literaria Maike Albath la novela: "La autorreflexión agonizante de Raif es poco más que un impulso de fuga. A pesar de su gran pasión mutua, que se transmite indirectamente al lector, la pareja no encuentra ninguna armonía redentora. Pero el cumplimiento no interesa en absoluto al novelista turco, le importa el fracaso."
"Con esta novela, Sabahattin Ali no crea una historia de amor en el sentido tradicional. Más bien, retrata la fragilidad de la existencia, el escape de uno mismo, las debilidades y fortalezas [...] ofrece un cautivador estudio de personajes e ilustra que, para él, el propósito principal de la literatura es expandir la conciencia. Durante su vida, no creyó en el credo de "el Arte por el arte" porque el arte no solo debe ser bello, sino catártico, enriquecedor, auténtico, tangible y crítico."
Der Spiegel destacó la figura de María: "una persona desafiantemente hermosa, de humor cambiante, segura de sí misma y despiadadamente independiente que muestra un cálido afecto al extraño enamorado pero, a pesar de todo su amor, no muestra pasión. Una figura femenina tan soberana y tan fríamente emancipada probablemente nunca existió en la literatura turca antes de que se publicara el libro de Sabahattin Ali Madona con abrigo de piel en 1943."
The Guardian comentó el éxito de la novela en Turquía en el marco de la situación política en el país: "Durante su vida, e incluso después de su muerte, Ali fue objeto de burlas públicas por no actuar como un "hombre de verdad". Hubo insinuaciones interminables sobre su tiempo en Berlín. Nunca respondió a eso. En cambio, escribió Madona con abrigo de piel, evocando una época y un lugar en los que era posible ser fiel a la propia naturaleza, con aire para respirar, y vivir y amar sin pretensiones, aunque solo fuera por un breve período. No es difícil ver cómo una novela que transporta esos sueños, pero que se desarrolla muy lejos, en un Berlín perdido hace mucho tiempo, puede prometer un refugio y algo de esperanza para los lectores jóvenes en Turquía. Son muy conscientes de que el espacio para la libre expresión, e incluso el libre pensamiento, está disminuyendo cada día. Pero con este libro en sus manos, pueden ver que una historia fiel a sí misma y honesta sobre el amor, puede viajar a través de las paredes. Ha tardado más de 70 años, dice Genç, pero por fin Ali se está tomando la revancha."